# Jewgeni Jewgenjewitsch Korotyschkin
Jewgeni Jewgenjewitsch Korotyschkin (russisch Евгений Евгеньевич Коротышкин, wiss. Transliteration Evgenij Evgen'evič Korotyškin; * 30. April 1983 in Moskau) ist ein ehemaliger russischer Schwimmer.

## Werdegang
Korotyschkins größter Einzelerfolg ist der Gewinn der Goldmedaille über 100 m Schmetterling in Europameisterschaftsrekord bei den Schwimmeuropameisterschaften 2008 in Eindhoven. Sein Meisterschaftsrekord blieb 53 Hundertstel über dem vier Jahre alten Europarekord des Ukrainers Andrij Serdinow.

## Rekorde
| Weltrekorde (3)                                            | Weltrekorde (3) | Weltrekorde (3)   | Weltrekorde (3) |
| ---------------------------------------------------------- | --------------- | ----------------- | --------------- |
| 100 m Schmetterling (Kurzbahn)                             | 00:48,48 min    | 15. November 2009 | Berlin          |
| 4 × 50 m Lagen (Kurzbahn) (mit Donez, Geibel und Fessikow) | 01:31,80 min    | 10. Dezember 200  | St. Petersburg  |
| 4 × 100 m Lagen (Kurzbahn) (mit Donez, Geibel und Isotow)  | 03:19,16 min    | 20. Dezember 2009 | St. Petersburg  |
| (Stand: 7. August 2010)                                    |                 |                   |                 |